# Ivan Grohar
Ivan Grohar (Spodnja Sorica, Gorenjska, 1867. június 15.  – Ljubljana, 1911. április 19.) szlovén impresszionista festő és grafikus.

## Élete
Árva gyerekként nagy szegénységben élt. Nyaranta kranji templomokban segédkezett Matij Bradaška freskófestőnek. 1892-ben ösztöndíjat kapott, és beiratkozott Grazban a tartományi rajziskolába. Két évvel később ismét ösztöndíjban részesült, de a sikeres felvételi vizsga ellenére sem vették fel a Bécsi Képzőművészeti Akadémiára, mert nem fejezte be a rajziskolát.
1894-ben elhagyta Grázot, és műtermet nyitott Škofja Lokában. Vallási témájú képekkel kezdte pályafutását.  Münchenben az Alte Pinakothekben másolta a régi mesterek képeit, és mellette Anton Ažbe festőiskolájában tanult.
Realista majd szimbolista művek után az impresszionizmus felé fordult. Richard Jakopič és Janez Evangelista Krek közbenjárására jelentős összegű ösztöndíjat kapott itáliai tanulmányútra. Soricából még eljutott Ljubljanába, de elhatalmasodott tüdőbaja lehetetlenné tette az utazást. 1911. április 11-én hunyt el. Emlékére alkotó tábort rendeznek évente Škofja Lokában.

## Galéria

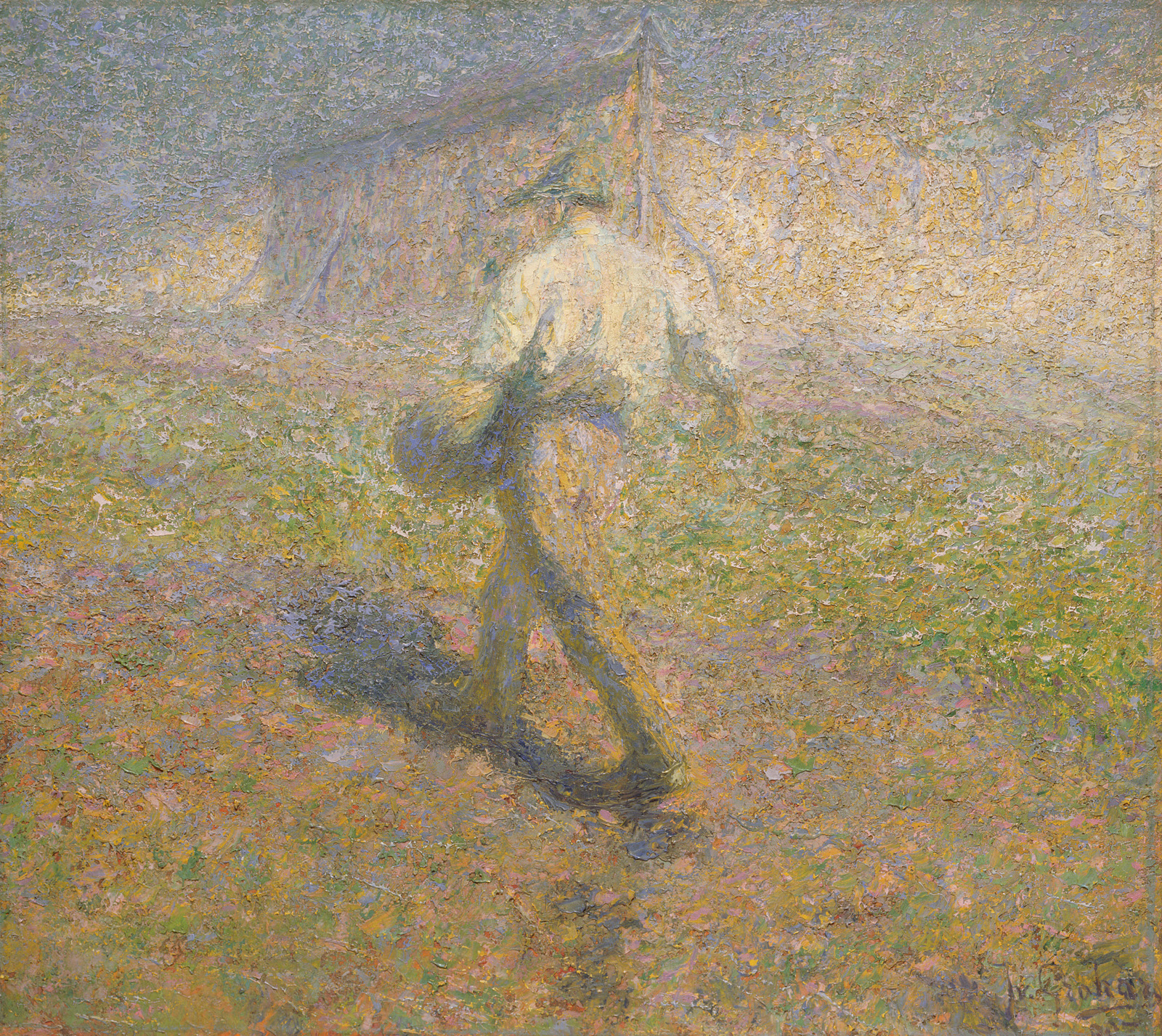
Magvető
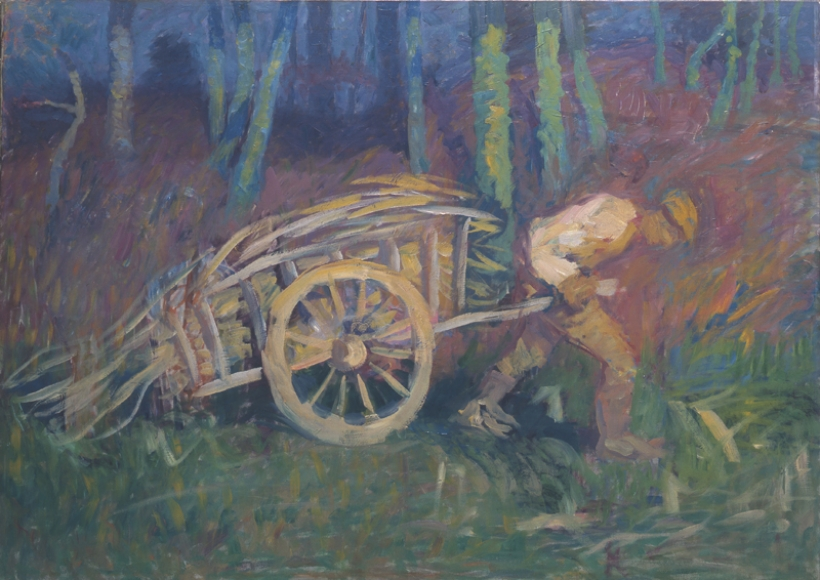
Férfi kordéval
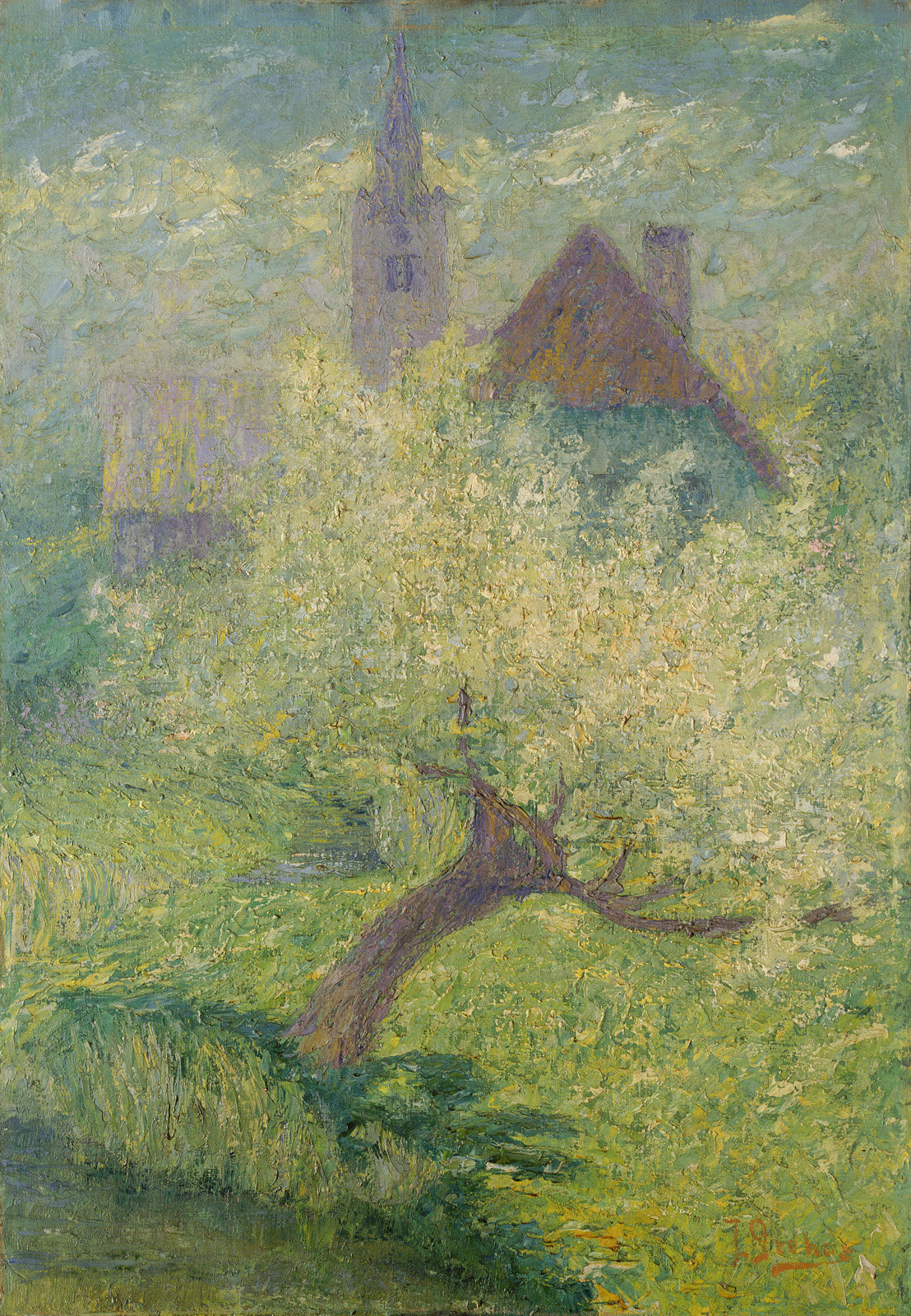
Virágzó almafa
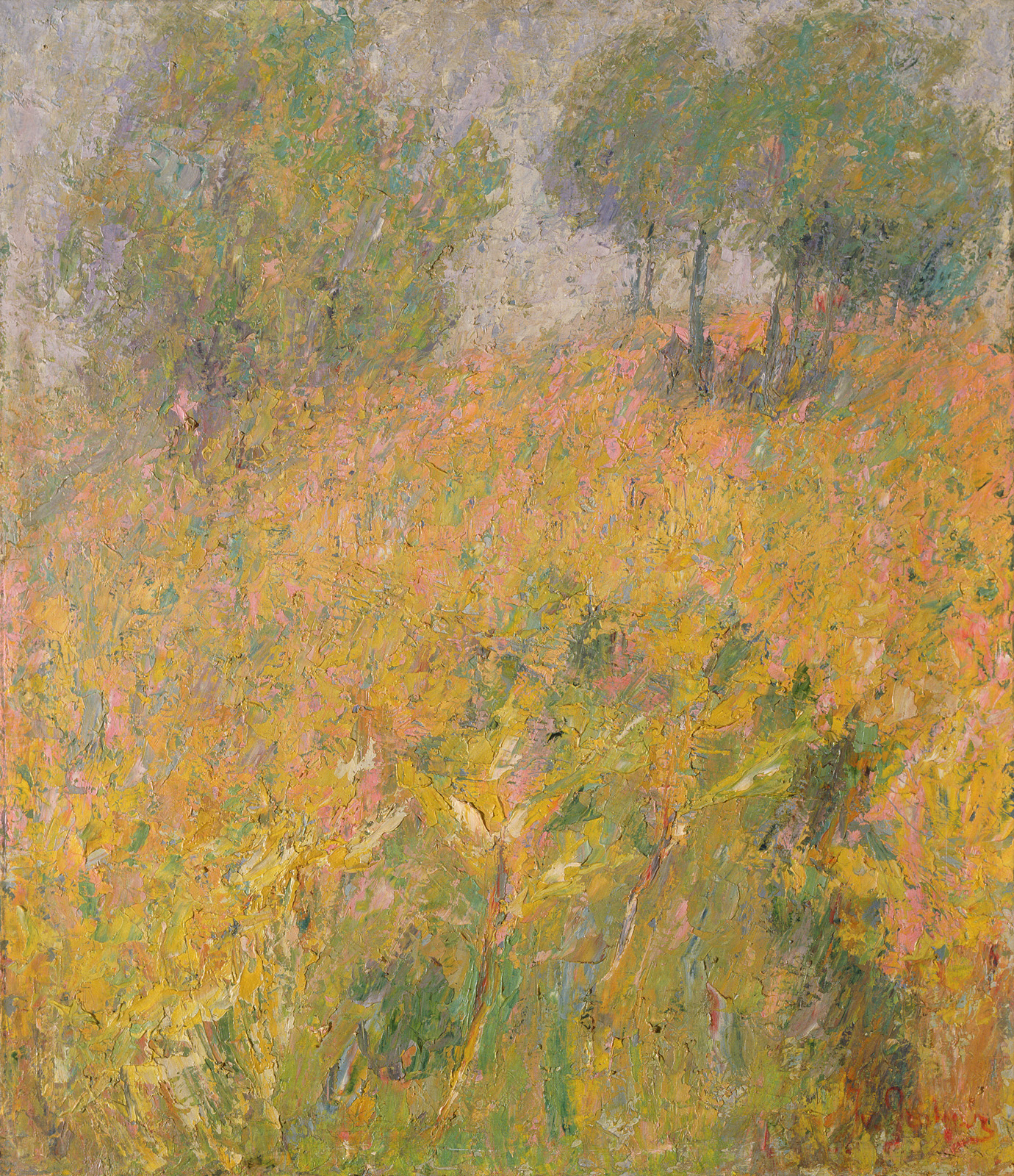
Őszi napfény
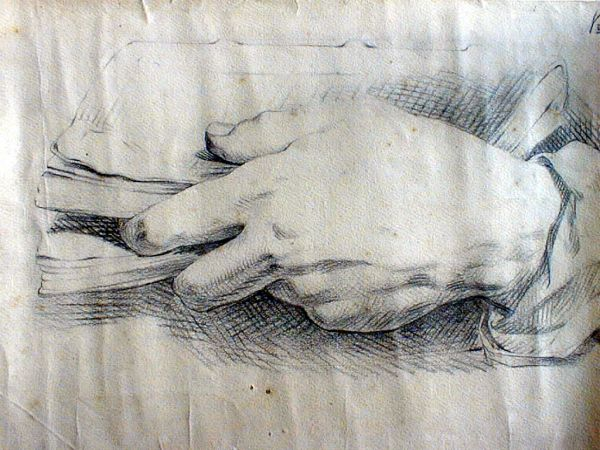
Kéztanulmány
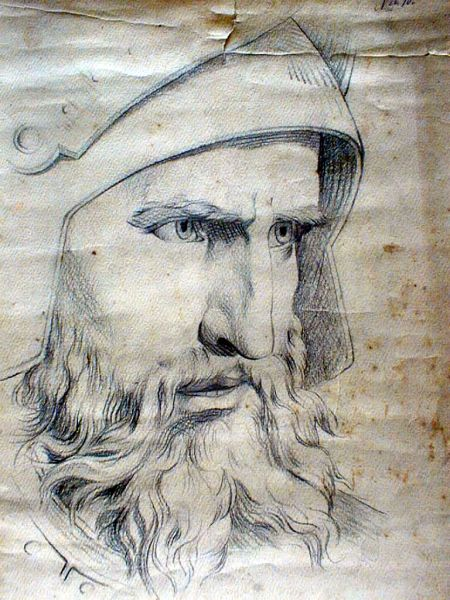
Katona portréja